# Ніхто не забутий, ніщо не забуте!

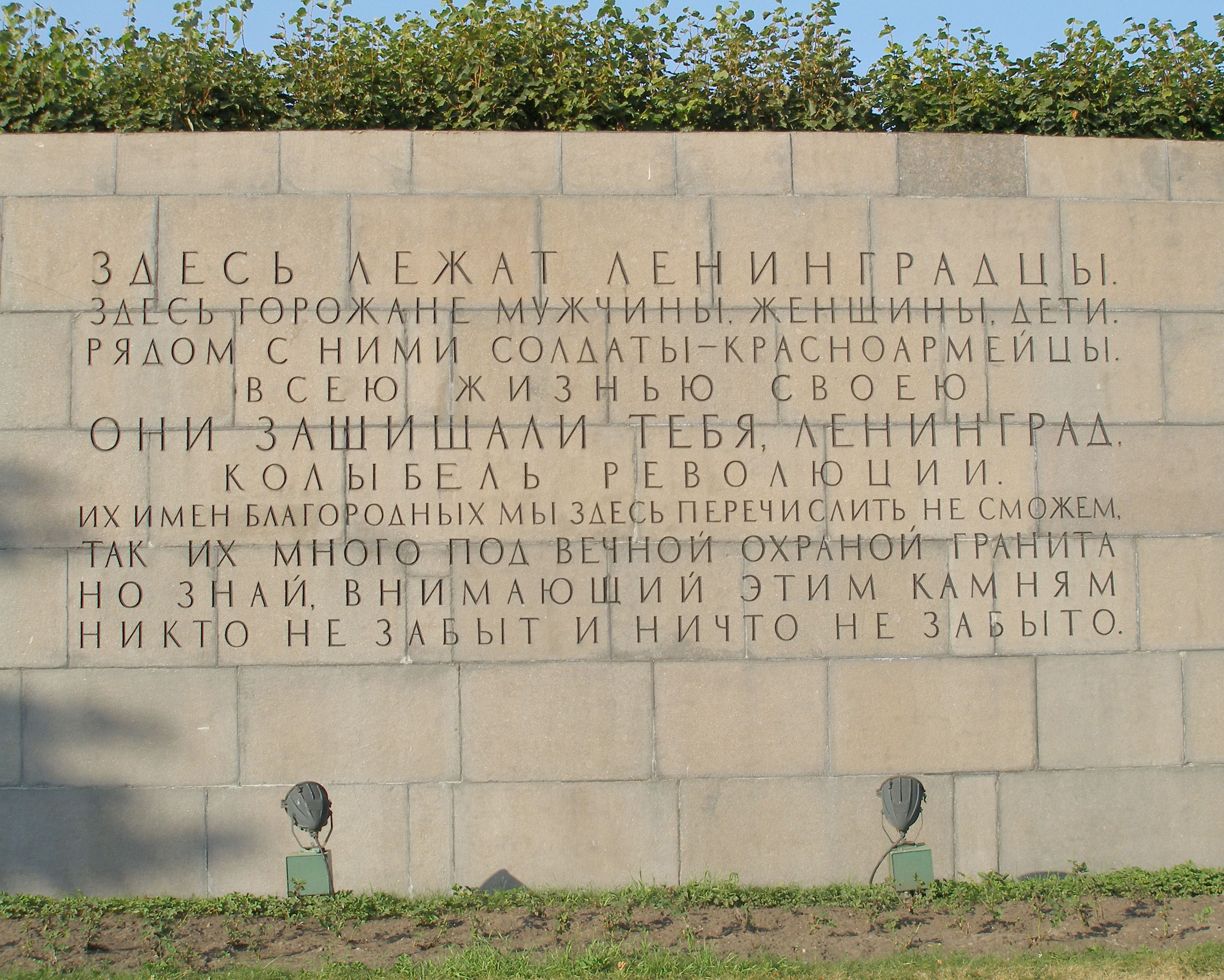
Меморіальна стела на Пискарьовському кладовищі

«Ніхто не забутий, ніщо не забуте!» — лозунг часів СРСР, заклик-клятва, що стосується увічнення пам'яті полеглих громадян СРСР у Німецько-радянській війні.
Вважається, що вперше ця фраза була вжита у вірші Ольги Берггольц, написаному в 1960 спеціально для меморіальної стели на Піскаревському кладовищі в Ленінграді, де поховано багато жертв Ленінградської блокади.
Однак, за твердженням академіка НАН України, завідувача відділу регіональних проблем історії України Інституту історії України НАН України Петра Тронька, цей лозунг зазвучав одразу після закінчення війни.
В Україні, пов'язаними з подіями Німецько-радянської війни є:
- понад 28 тисяч братських та поодиноких могил;
- 45 тисяч пам'ятників і обелісків[3].

Пам'ятна плита при вході до меморіального комплексу «Слава» у Торецьку

При вході в меморіальний комплекс «Слава» у Торецьку встановлені два стилізовані схилені прапори та дві гранітні плити, одна з яких містить текст:

| Дорогі друзі! У цій урочистій тиші Чути звернені до вас слова: «Пам'ятайте минуле. Будьте достойними слави батьків! Будьте достойними нас!» І в цю хвилину не тільки про загиблих, але й живих нагадує заклик, що стукає в серці, клятва, обіцянка: «Ніхто не забутий, ніщо не забуте!». Оригінальний текст (рос.) [Дорогие друзья! В этой торжественной тишине Слышны обращенные к вам слова: «Помните прошлое. Будьте достойны славы отцов! Будьте достойны нас!» И в эту минуту не только о павших, но и живых напоминает стучащий в сердце призыв, клятва, обещание: «Никто не забыт, ничто не забыто!».] Помилка: [undefined] Помилка: {{Lang}}: немає тексту (допомога): текст вже має курсивний шрифт (допомога) |

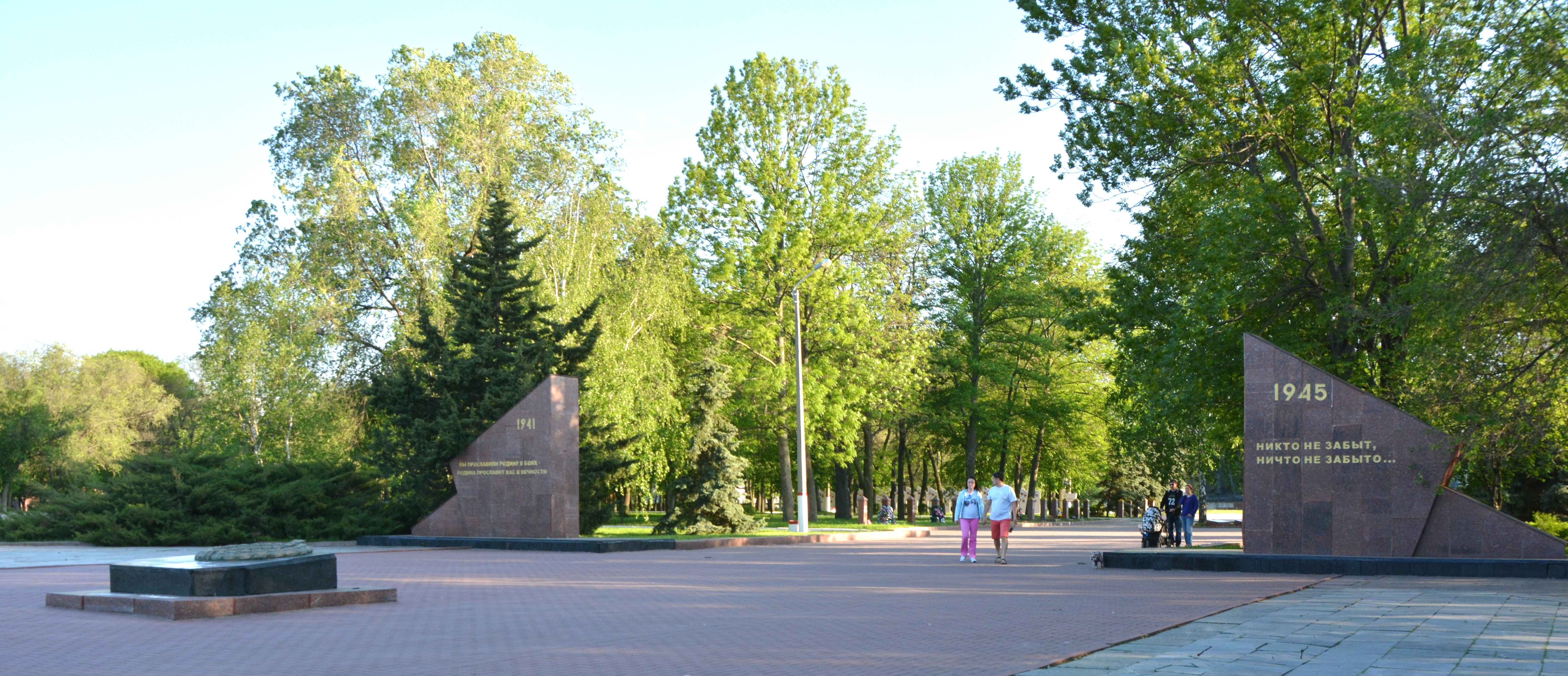
Пантеон Вічної Слави на валах у Кропивницькому

Всередині Фортеці Святої Єлисавети у місті Кропивницький у 1950 році було споруджено один з найбільших в Україні меморіальних комплексів присвячених героям Другої Світової війни. Під час окупації у 1941-1944 ця земляна фортеця була одним з найпопулярніших локацій у місті де нацисти розстрілювали євреїв. А після звільнення у 1944 році силами місцевих жителів тут було поховано до 50 тисяч тіл розстріляних та закатованих, більшість з яких належала цивільним. У мирні часи тут стали ховати героїв війни, 30 з яких - Герої Радянського Союзу. На стелах при вході до кладовища є надпис :

| Ви прославили Батьківщину в боях - Батьківщина прославить вас в вічності» «Ніхто не забутий, Ніщо не забуте...» Оригінальний текст (рос.) «Вы прославили Родину в боях - Родина прославит вас в вечности»«Никто не забыт, Ничто не забыто...» |